# شتيفان أكتافيان
شتيفان أكتافيان يوسيف (بالرومانية: Ștefan Octavian Iosif) (11 أكتوبر 1875 – 22 يونيو 1913) كان شاعرًا ومترجمًا رومانيًا بارزًا في أواخر القرن التاسع عشر وبداية القرن العشرين.

## حياته
ولد يوسيف في مدينة براشوف، التي كانت آنذاك جزءًا من الإمبراطورية النمساوية المجرية، ودرس الأدب في فيينا وباريس. انتقل لاحقًا إلى بوخارست، حيث أصبح شخصية معروفة في الأوساط الأدبية الرومانية.

## مسيرته الأدبية
اشتهر يوسيف بشعره الذي تأثر بالحركة الرومانسية والرمزية، كما عمل مترجمًا للعديد من الأعمال الأدبية الفرنسية والألمانية. كان من المؤسسين لمجلة "سميناتورول" الأدبية إلى جانب الكُتاب ديميتري أنغيل وإميل غارليانو.

## وفاته
توفي يوسيف في 22 يونيو 1913 إثر إصابته بسكتة دماغية في بوخارست عن عمر يناهز 37 عامًا.